# Jones Very
Jones Very (ur. 28 sierpnia 1813 w Salem w stanie Massachusetts, zm. 8 maja 1880) – amerykański duchowny, poeta i eseista, związany z transcendentalizmem. 
Jego rodzice, Jones Very i Lydia Very byli kuzynami i nigdy się nie pobrali. W 1833 rozpoczął studia na Harvardzie. Był niestabilny psychicznie. Przez pewien czas uważał się za wybrańca Bożego. Pisał między innymi sonety. Należał do Klubu Transcendentalistów. Jego liryki były wysoko cenione przez Ralpha Waldo Emersona i Elizabeth Palmer Peabody. 